# کلیسای ارتدکس در آمریکا
کلیسای ارتدکس در آمریکا (انگلیسی: Orthodox Church in America) نام اولیه آن کلیسای کاتولیک یونان ارتدکس روسیه برای آمریکا (به انگلیسی: Russian Orthodox Greek Catholic Church Of America) یک کلیسای مستقل ارتدکس شرقی که کلیسای ارتدکس روسیه کلیسای مادر آن بحساب می‌آید و اسم فعلی خود را از ۱۰ آوریل ۱۹۷۰ گرفته‌است.

## تاریخچه
مسیحیت در سال ۱۷۹۴ توسط ۸ راهب روسی وارد آلاسکا شد که بخشی از مأموریت مسیحی‌ای بود که کافران سیبری و چین و کوره را مد نظر داشت.
در آن زمان آلاسکا کماکان یک سرزمین روسی بود ولی بعد از اینکه در سال ۱۸۶۷ به ایالات متحده آمریکا فروخته شد، از آنجا مبلغین ارتدکس در همه جای قاره آمریکای شمالی پراکنده شدند. در سال ۱۸۷۲ اسقف ارتودوکس از سیتکا در آلاسکا به سان فرانسیسکو منتقل شد و بار دیگر در سال ۱۹۰۵ از آنجا به نیویورک منتقل شد و بسیاری از کاتولیک‌های شرق تبار، مهاجران مجارستانی و کولیهای روس با آن ترکیب شدند، همچنین روحانیون ارتدکس کلیساهای محلی را برای حمای از مهاجرانی که از روسیه، اوکراین، یونان، صربستان، آلبانی، رومانی، بلغارستان و سوریه سازماندهی کردند.